# اشيرول
اشيرول هي بلدية فرنسية تابعة لإقليم ازار تقع في الجزء الجنوب الشرقي من فرنسا وهي ثاني مدينة في الإقليم بعد مدينة غرونوبل إذ تحتوي على 35500 نسمة حسب إحصائيات سنة 2007.

## توأمة
لاشيرول اتفاقيات توأمة مع كل من:
- غرولياسكو
- Honhoué [الإنجليزية]‏
- Kimberley, Nottinghamshire [الإنجليزية]‏

## أعلام
- يوريك رافيت
- جوليان بريليير
- يوهان دي توماسو
- جوردان بوتين
- مليسيا توريو